# Luigi Naviglio
Luigi Naviglio (* 12. Juli 1936 in Florenz; † 22. November 2001 in Mailand) war ein italienischer Science-Fiction-Autor. Zum Teil benutzte er die Pseudonyme Louis Navire und Lewis Flash.

## Leben
Als elfjähriger Junge kam er mit seiner Familie aus der Toskana nach Mailand. Dort beendete er die Schule und machte eine Ausbildung zum Journalisten. Von da an widmete er sich hauptsächlich dem Schreiben und arbeitete nebenbei als Fotoreporter. Er war mit seiner Ehefrau Bianca verheiratet.
Den Einstieg in die Science-Fiction-Literatur fand er 1965 über die Mitarbeit an verschiedenen Fanzines. So kam er mit dem Verlag Editrice Solaris in Kontakt, wo er für die Reihen "Gemini", "Perry Rhodan" und "Verso le stelle" schreiben konnte. Weitere Texte verfasste er für "I grandi della fantascienza", "Star" und "Nova SF".
Luigi Naviglio verstarb im Alter von 65 Jahren an den Komplikationen einer Beinvenenthrombose.

## Werke
Naviglio schrieb ausschließlich in seiner italienischen Muttersprache. Einige Texte wurden ins Französische übersetzt. Nur ein einziger Roman erschien auch in Deutscher Sprache:
- Gefährliche Erinnerung (Un carro nel cielo), Pabel Utopia # 495